# Ai và Ky ở xứ sở những con số tàng hình
Ai và Ky ở xứ sở những con số tàng hình là tên một tiểu thuyết viết về toán học dành cho thiếu nhi xuất bản năm 2012 của hai đồng tác giả là giáo sư Ngô Bảo Châu và blogger Nguyễn Phương Văn. Truyện được hai tác giả gọi vui là "Tiểu thuyết Toán hiệp".. Từ ý tưởng viết truyện về lịch sử toán học, sau đó được hai tác giả phát triển thành một câu chuyện sinh động.

## Nội dung

### Cốt truyện
Nhân vật chính trong truyện là hai cậu thiếu niên Ai và Ky. Ai rơi vào một thế giới của những con số tàng hình, đó là một thế giới kỳ lạ, một khoảng không rộng lớn và lơ lửng giữa thế giới đó. Sau đó Ky đến giúp cậu và cả hai bắt đầu cuộc hành trình. Qua nhiều lần học hỏi và được các nhà toán học chỉ dẫn và tặng các công cụ, Ai càng ngày càng nâng cao được khả năng toán học vốn rất kém của mình. Qua câu truyện những công thức toán học tưởng như khô khan, khó nhớ lại được thể hiện một cách sinh động, dễ hiểu.

### Nhân vật
Thế giới trong sách được cho là "7 thực 3 hư" với các nhân vật là các nhà toán học, triết học nổi tiếng như Pythagoras, Thales, Euclid, Steve Jobs,... những người đã dạy cho Ai và Ky những công thức toán học, những định lý mà họ đã tìm ra. Và một số các nhân vật tưởng tượng khác. Trong truyện không hề có một đơn vị thời gian nào. Những dụng cụ đơn giản khi học toán mà ai cũng cần có như cây thước kẻ, com-pa trong thế giới này thậm chí còn có cả phép màu.

## Phát hành
Cuốn sách được giới thiệu vào năm 2012 ở Hội sách Thành phố Hồ Chí Minh và là quyển best-seller (bán chạy nhất) suốt hơn 2 tuần và được tái bản nhiều lần. Truyện còn có một phần bách khoa gọi là "Aikypedia" ở cuối sách để chú thích về tiểu sử các nhân vật trong truyện.